# .mv
Pour les articles homonymes, voir MV.
.mv est le domaine de premier niveau national réservé aux Maldives, enregistré en 1996.